# Оффида
Оффида (итал. Offida) — коммуна в Италии, располагается в регионе Марке, в провинции Асколи-Пичено.
По состоянию на декабрь 2024 года, население составляет 4 580 человек, включая 2 223 мужчины и 2 357 женщин. Занимает площадь 49 км². Почтовый индекс — 63035. Телефонный код — 0736.
В коммуне особо почитаем Крест Господень, празднование 3 мая. Покровителем коммуны почитается святой Леонард Ноблакский, празднование 6 ноября.
Оффида известна с XVI века как центр ручного кружевоплетения на коклюшках. Образцы изделий местных мастериц представлены в экспозиции Музея кружева (Museo del merletto a tombolo).

## География
Оффида расположена на холме между долинами рек Тезино и Тронто, на скалистом выступе с крутыми склонами. По периметру города проходят глубокие овраги, обрывающиеся к рекам, которые местные жители традиционно называют «scrillù». Такая конфигурация придаёт поселению как стратегическое преимущество, так и живописный ландшафт, но одновременно вызывает определённые сложности с грунтовыми осыпями и доступом к источникам пресной воды. В окрестностях также известны минеральные источники, содержащие железо и йод.

## История

### Доисторический и протоисторический периоды
На территории современной Оффиды зафиксированы археологические свидетельства непрерывного заселения с неолита до железного века. В окрестностях обнаружены кремневые и обсидиановые орудия, изделия из кости и рога, а также фрагменты керамики, относящиеся к апулийской и даунской культурам. Некоторые находки указывают на наличие ритуальных практик, характерных для протоилирийцев и других доримских народов Адриатики.
Согласно историкам XIX века Гульельмо Аллеви и Антонио Маркионни, поселение на месте Оффиды могло быть основано пеласгами или этрусками. Эти предположения основываются на находках древних некрополей и интерпретациях топонимов, однако современная историография рассматривает такие версии с осторожностью.
В захоронениях, найденных в районе Спинетоли, Купрамонтано и самой Оффиды, обнаружены сосуды с геометрическим орнаментом, аналогичные пиценской, этрусской и балканской керамике. Это свидетельствует о культурных связях региона с Истрией, Апулией и Балканами.
Топоним Offida может происходить от греческого слова "Ophis" (змея), что указывает на возможный культ змеи. В XIX веке были обнаружены остатки храма, предположительно посвящённого змеиному божеству. Также в районе города обнаружены предметы, указывающие на наличие контактов с этрусками, сабинянами и другими народами.
Также зафиксированы находки, которые могут быть связаны с более поздними контактами с этрусками и сабинянами — в частности, остатки строений, которые могли быть соляными складами или фортами, охранявшими важные торговые маршруты. Исследователи предполагают, что один из таких пунктов мог располагаться в районе позднейшего монастыря Сан-Бенедетто-дель-Тронто, недалеко от Оффиды.
На склонах холмов вокруг Оффиды археолог Гульельмо Аллеви исследовал около 150 погребений, относящихся к бронзовому и железному векам. Найденные артефакты свидетельствуют об устойчивом присутствии населения и торговых связях с соседними регионами.

### Раннее Средневековье
Первые достоверные письменные упоминания об Оффиде относятся к 578 году, когда жители Асколи-Пичено, спасаясь от лангобардского вторжения, основали укреплённые поселения в холмистой местности Пицено, в том числе и Оффиду.
Согласно Карло Ардуини, в VII–VIII веках Оффида уже могла быть центром гастальдата. Ситуация укрепилась в эпоху Каролингов и в составе Священной Римской империи, где город играл административную роль.

### Под властью аббатства Фарфа
В 1039 году Лонгино д’Ацоне передал замок Оффида аббатству Фарфа. В 1261 году папа Урбан IV включил эти земли в состав Президата Фарфенсе — церковной территории, не подчинявшейся епископской юрисдикции. Папа Николай IV в 1292 году утвердил муниципальные учреждения, в том числе право на выбор подест, консулов и приоров.
С XIII по XVI век Оффида находилась в сфере влияния города Фермо и часто становилась ареной конфликтов с Асколи-Пичено, в том числе в рамках противостояния гвельфов и гибеллинов. Наиболее известны враждующие семьи Барончелли (гвельфы) и Болдрини (гибеллины). В 1497 году город был захвачен сторонниками Асколи, однако в 1501 году Карло Барончелли вернул независимость города. Попытка примирения между фракциями в 1533 году завершилась резнёй Болдрини и изгнанием Барончелли.

### В составе Папской области
В 1572 году Президат Фарфенсе был упразднён, и Оффида была передана епархии Асколи-Пичено. Город также вошёл в состав нового административного округа — епархии Монтальто, созданного папой Сикстом V. В 1831 году папа Григорий XVI даровал Оффиде статус города, который был подтверждён на государственном уровне после объединения Италии в 1861 году указом изданным в «Bollettino delle leggi del Regno d’Italia» №122.
С XVI по XIX век Оффида играла важную административную роль в составе Папской области. В городе базировались местные суды и церковные учреждения. Известны уроженцы Оффиды, занимавшие высокие должности при папском дворе, в том числе юрист Антонио Рота и врач-поэт Винченцо Валорани.
В 1808 году, вскоре после включения области Тренто в состав наполеоновского Королевства Италия, регион стал ареной антиконскрипционного восстания. В нём приняли участие десятки общин, включая Асколи и близлежащие к Оффиде населённые пункты. Сопротивление призыву сопровождалось бегством молодёжи, саботажем и даже вооружёнными действиями, что привело к временной приостановке мобилизации. Восстание было жестоко подавлено: французские войска под командованием генерала Лемару сожгли несколько деревень, в том числе Монте-Секко и Форче. Это стало ярким проявлением антагонизма между централизованным государством и местным населением, чьи традиции и уклад были подорваны массовыми рекрутскими кампаниями.

### Новое время и современность
С XIX века экономика Оффиды постепенно переходила от сельского хозяйства к ремесленному производству и мелкой промышленности. В 1886 году была открыта железнодорожная станция, что способствовало развитию торговли и связи с другими городами.
Во время Второй мировой войны город пострадал от немецкой оккупации. В 1942 году еврейская семья Вентура, депортированная в Оффиду, была спасена местными жителями — семьёй Таламонти, удостоенной в 1979 году звания Праведников народов мира.
3 октября 1943 года Оффида и соседние коммуны пострадали от сильного землетрясения, произошедшего на фоне войны. Сейсмическое событие магнитудой 5,5 привело к значительным разрушениям в центре города и особенно в сельской местности. Интенсивность в самом Оффиде оценивалась на уровне VII–VIII баллов по шкале Меркалли, что соответствует серьёзным повреждениям зданий. В условиях немецкой оккупации и общего дефицита ресурсов (топлива, транспорта, бумаги) мероприятия по оценке ущерба и восстановлению были затруднены и откладывались до завершения военных действий. Среди пострадавших объектов отмечались монастырь Сан-Франческо, здание муниципалитета, церковь Санта-Мария-делла-Рокка и церковь капуцинов. Уже на следующий день, 4 октября, отдельные районы города подверглись обстрелу из пулемётов с проезжавших немецких грузовиков, прибывших из Кастиньяно через местность Сан-Бернаба. Хотя последствия атаки ограничились пожаром в одном из амбаров и ранением нескольких граждан, инцидент значительно усилил панику среди населения.
В июне 1944 года при отступлении немецкие войска уничтожили трамвайный мост между Оффидой и станцией Кастель-ди-Лама, а также разрушили линии связи и электрооборудование в центре города. Были также взорваны мост через ручей Лава на дороге Mezzina и два малых моста у подножья холма, окружающего исторический центр. Взрывчатка была заложена даже под обрывом у храма Санта-Мария-делла-Рокка, однако мины не сдетонировали. В этом же месяце, за день до разрушения инфраструктуры в городе, в контраде Лава были расстреляны три партизана из семьи Габриелли, помогавшие союзным военнопленным и движению Сопротивления. Они были захвачены частями СС при попытке скрыть оружие и убиты во время принудительного марша в сторону Кастель-ди-Лама. В том же районе, на вилле инженера Луиджи Стипа, в 1943–1944 годах размещался подпольный центр Rat-Line, поддерживавший связь с Алжиром и помогавший союзникам пересекать линию фронта. Многие его участники были убиты или захвачены. Сегодня на месте трагедии установлен памятный знак, а в память о деятельности подполья в 1985 году на территории виллы была установлена стела с документами сопротивления.
В 2010 году Оффида принимала чемпионат мира по велоспорту среди юниоров. В церемонии открытия участвовала олимпийская чемпионка Валентина Веццали.
В 2015 году в Оффиде был открыт Сад Праведников (итал. Giardino dei Giusti di Offida), посвящённый местным жителям, спасшим еврейскую семью Вентура во время Второй мировой войны. Мемориал включает оливковое дерево и памятную табличку с именами Аделино и Камилло Таламонти, Антонио Пьерсимони и Умберто Чабаттони. Церемония открытия прошла при участии администрации коммуны, школьников и родственников спасённых и спасителей.

## Архитектура и достопримечательности
Исторический центр Оффиды расположен на скалистом выступе между долинами рек Тезино и Тронто, откуда открываются живописные панорамы. Город сохранил средневековую планировку и отличается богатым архитектурным наследием.
Центром города служит Пьяцца дель Пополо, одна из самых необычных в Италии по форме — треугольная. Вдоль неё расположены ключевые архитектурные памятники:
- Палаццо Комунале (муниципальный дворец) с портиком XV века и элегантной лоджией с 13 колоннами. Хотя фасад неоднократно реставрировался, он сохранил средневековые элементы. Ранее на площади находился исторический фонтан, связанный с системой водоснабжения города[3].
- Театр Серпенте Аурео — изящное здание в стиле барокко, построенное в 1820 году по проекту архитектора Пьетро Маджи и реконструированное в 1862-м. Он расположен внутри Палаццо Комунале и не имеет собственного фасада. Интерьер оформлен лепниной и позолотой на зелёном фоне, с ложами в три яруса и галереей. Купол с изображением Аполлона и муз расписан Альчиде Аллеви, а в медальонах представлены выдающиеся деятели оперы и драмы, такие как Верди, Россини, Метастазио и другие. Сохранился и старинный занавес с изображением легендарной Золотой Змеи.
- Церковь Колледжиата XVIII века, освящённая с папского благословения. Построена на месте более древнего храма.
- Церковь Аддолораты, где хранится рака с телом Христа.

Неподалёку находится церковь Сан-Агостино, где хранится реликвия Святого Креста, привезённая из Ланчано. Внутри сохранилась барочная отделка и клуатр во внутреннем дворике.
За пределами центра возвышается церковь Санта-Мария-делла-Рокка — выдающийся памятник романско-готической архитектуры, построенный в 1330 году на месте лангобардского замка. Храм отличается монументальной криптой с колоннами и сводами, украшенной фресками XIV века Мастера Оффиды, а также росписями Уголино ди Ванне и Винченцо Пагани.
В здании бывшего монастыря Сан-Франческо сегодня располагается региональная энотека, представляющая вина региона Пичено. Ранее в городе также действовали женский монастырь цистерцианок и монастырь капуцинов, игравшие важную роль в духовной жизни общины.
Таким образом, архитектурное наследие Оффиды отражает его средневековое прошлое, религиозную значимость и богатую гражданскую историю.

## Экономика и культура
Оффида входит в ассоциацию «Самые красивые городки Италии» (I borghi più belli d’Italia), объединяющую населённые пункты с выдающимся историческим и архитектурным наследием.
Современная экономика города тесно связана с виноделием. Оффида является одним из центров винодельческого региона Пичено, входящего в зону производства вин категории DOCG (Denominazione di Origine Controllata e Garantita). С 2011 года под этой категорией производятся три типа вин: Offida Pecorino DOCG, Offida Passerina DOCG (оба белые) и Offida Rosso DOCG. Все три изготавливаются преимущественно из одноимённых сортов винограда (не менее 85%). Вина Offida отличаются высокой минеральностью, свежестью и выраженной ароматикой, а красное вино также проходит обязательное выдерживание в течение как минимум 24 месяцев, включая год в бочке и 3 месяца в бутылке.
Широко известна и местная традиция кружевоплетения на коклюшках (merletto a tombolo), берущая начало в Средние века. Этому ремеслу посвящён Музей кружева, расположенный в палаццо Де Кастеллотти-Паньянелли, где также находятся Археологический музей Джузеппе Аллеви, Музей народных традиций и муниципальная пинакотека.
Кулинарные специалитеты Оффиды включают:
- Chichì ripieno — лепёшка, начинённая тунцом, анчоусами, каперсами и сладким перцем;
- Funghetti all’anice — сухое анисовое печенье в форме грибов, популярное на праздниках;
- а также разнообразные мясные и сырные изделия, сопровождаемые местными винами.

Город живёт насыщенной культурной жизнью. Среди значимых событий:
- Исторический карнавал (Carnevale Storico) с уникальной традицией Lu Bov Fint — шествием деревянного быка, сопровождаемого толпой в масках (январь — февраль);
- Оперный фестиваль Offida Opera (сентябрь);
- Праздники вина и гастрономии, такие как Di Vino in Vino и Mangialonga Picena, сочетающие дегустации с прогулками по виноградникам и улицам города.

Эти элементы формируют уникальный культурный код Оффиды, сочетающий традиции, гастрономию, ремесло и искусство.

## Демография
Динамика населения:

## Образование
В Оффиде действуют учреждения дошкольного и дополнительного образования, в том числе музыкальная школа имени Джузеппе Зибера, а также два детских сада, включая ясли "La baia di Peter Pan" и Scuola dell’infanzia на площади Барончелли.

## Транспорт
Оффида не имеет собственной железнодорожной станции. Ближайшая находится в городе Сан-Бенедетто-дель-Тронто, откуда до Оффиды можно добраться автобусами компании Start S.p.A. Также доступны маршруты из Асколи-Пичено и других населённых пунктов региона.
Автобусные линии, такие как 08EXTR, 09EXTR, 15EXTR и 16EXTR, связывают Оффиду с соседними городами, включая Сан-Бенедетто-дель-Тронто, Асколи-Пичено, Кастель-ди-Лама и Коссиньяно.
На автомобиле до Оффиды удобно добираться по автомагистрали A14, с выездом на местные дороги через съезды Гроттаммаре или Сан-Бенедетто-дель-Тронто.
Ближайшие аэропорты расположены в Анконе и Пескаре, откуда до Оффиды можно доехать на поезде до Сан-Бенедетто-дель-Тронто, а затем пересесть на автобус или такси.

## Символика
Герб и гонфалон Оффиды были официально утверждены декретом главы правительства от 27 сентября 1935 года.
«На лазоревом поле, пересечённом диагональной красной полосой, — изображение четырёхугольного замка с зубчатой вершиной, открытым входом, окнами и крестом над ним; с девизом: OPHIDIAE SUM LEO GUELFIS QUI NOMINE VICI». (DCG от 27.09.1935)
Блазон, сопровождающий декрет, содержит неточности, поскольку в оригинале изображён золотой замок, стоящий прямо на пониженной красной полосе.
Муниципальный гонфалон представляет собой белое полотнище с гербом, в котором золотая башня размещена непосредственно на пониженной красной полосе.

## Галерея
- I v'lurd — участники традиционного карнавала
- Карнавал в Оффиде на центральной площади
- Вид на город с запада и церковь
- Исторический центр Оффиды
- Муниципальный дворец
- Гражданская больница Оффиды
- Церковь Сант'Агостино — внешний вид
- Церковь Сант'Агостино — интерьер
- Клуатр церкви Сант'Агостино
- Церковь Санта-Мария-делла-Рокка
- Интерьер нижней церкви Санта-Мария-делла-Рокка
- Церковь Сан-Филиппо в Борго Мириам
- Интерьер церкви Сан-Филиппо — Борго Мириам